# Süttő Ferenc
Süttő Ferenc (Érsekújvár 1941–) keramikus, designer. 1947-től kezdve vált esztergomi lakossá. Alkotásait is a városhoz kötődve készítette.

## Tanulmányai
Művészi tanulmányait a Képző- és Iparművészeti Gimnázium kerámia szakán Somogyi József, Sándor István és Komjáthy Gyula növendékeként, 1959-ben fejezte be. Megismerhette Gorka Géza munkásságát és rengeteget tanult tőle. Csodálta egyedi máztechnikáját, amit későbbi munkásságánál továbbfejlesztve felhasznált.

## Tervezői munkássága
Tevékenységét a Budapesti Építőipari KTSZ-nél kezdte meg, majd a Komárom megyei Kályhacsempegyártó és Építő Vállalatnál folytatta. Több terve megvalósult : mozaikja a Mackóbüfét (Budapest, Baross tér), kerámia faliképe a kályhagyár kiállító termét díszíti.
Iparművészi vénáját szemüvegkeretek tervezésében, kivitelezésében is nyomon követhetjük. Designerként sok éven át tevékenykedett a Látszerészeti Eszközök Gyárában. Szemüvegkeret tervei gazdagították többek között a Rodenstock, az Adidas, a Benetton, a Silhouette márkanevek termékpalettáját. Terveivel évtizedeken át részt vett – nemzetközi elismerés mellett – a párizsi Silmo és a milánói Mido nemzetközi optikai és szemüveg szakkiállításokon.

## Alkotó tevékenysége
Sikerrel vett rész az Iparművészeti Tanács pályázatán, számos munkáját megvásárolták. Több tervet készített az őt foglalkoztató vállalatok számára. Sokoldalú tervezői és kivitelezői tevékenységét a műgonddal előkészített anyag, a gazdag változatú formák, eleven színhatás jellemzik. Dolgozott Gádor Istvánnál, a Hódmezővásárhelyi Majolika Gyárban (jelenlegi Alföldi Porcelángyár). Szakmai gyakorlatot szerzett többek között a Herendi Porcelánmanufaktúrában is. Egyedi mázai, kísérletező kedve megragadták a kerámiát kedvelő közönséget.

## Kerámia kiállításai
- 1966-ban Esztergomi Képzőművészek kiállítása, Balassa Bálint Múzeum, Esztergom
- 1968-ban „Sigillum” kiállítása, Városi Könyvtár, Esztergom
- 1970-ben A Magyar Nemzeti Múzeum Mátyás Király Múzeuma, „Sigillum” kiállítás, Salamon torony, Visegrád
- 1971-ben Süttő Ferenc kerámia kiállítása, Zodiákus klub
- 1972-ben „Sigillum” kiállítás, Városi Tanács Díszterme, Esztergom
- 1973-ban "Ezeréves Esztergom", Esztergomi képzőművészek jubileumi kiállítása, Zodiákus klub
- 1974-ben „Sigillum” kiállítás, Zodiákus klub
- 1975-ben III. Esztergomi Tárlat Balassa Bálint Múzeum, Esztergom

## Sigillum csoport
A „Sigillum” fiatal képző- és iparművészek csoportja 1968 novemberében alakult meg, három, a pályája kezdeti szakaszán álló művész gondolatai alapján. Süttő Ferenc keramikust, Kaposi Endre festőt és Szentessy László grafikust kettős cél vezette a csoport megszervezésében: egyfelől a megközelítően azonos korú, hasonló szemléletű, hasonló kérdésekkel foglalkozó művésztársak kísérleteinek, munkáinak kölcsönös megismerésével, véleményük kicserélésével, együttes munkát végezhessenek és érvényesülni tudjanak a művészvilágban. Másfelől fontosnak tartották elmélyíteni az „átlag” ember és a művészet kapcsolatát, illetve érvényre juttatni Esztergom városának, a természeti szépségekben és történelmi emlékekben gazdag vonásait. Támogatásért a művelődés ügyét szívén viselő Martsa Alajos fotóművészhez, a városi könyvtár igazgatójához fordultak. A „Sigillum első kiállításának Ő adott hajlékot. A csoporthoz három, szintén a pályája kezdetén álló művész csatlakozott: Bárdos Annamária keramikus, Kókay Krisztina textiltervező és Székely Ildikó ötvös. A „Sigillum” csoport munkája során számos művészt magához vonzott: Andráskó István grafikus, Barcsai Tibor grafikus, Kántor János grafikus, Kollár György grafikus, Prunkl János festő, Székely Gábor keramikus Végvári I. János festő, Vincze László festő.

„Világ szépségei ágaskodnak bennem
És megszépítem magamat és megszépítem a világot!
Fájdalmak és gyötrelmek ha marnak: mámor lesz a szépség!
Mennyi gyönyörűséget, mennyi szépséget tudok én
És újra teremtem én a dolgokat…”

– Bányai Kornél